# Cassia leptophylla
Cassia leptophylla là một loài thực vật có hoa trong họ Đậu. Loài này được Vogel miêu tả khoa học đầu tiên.

## Mô tả
Cây huy chương vàng mọc khá nhanh, cao từ 7 - 9m. Tán rộng đến 9m. Cây muồng này chuộng khu vực có mùa hè ấm áp. Nói chung cây có lá xanh quanh năm, nhưng có thể rụng một số lá vào mùa đông và đầu mùa xuân nếu gặp phải sương giá hoặc khi nhiệt độ lạnh kéo dài. Khi đã trưởng thành, vỏ cây có rãnh màu nâu sẫm đặc trưng. 
Với tán lá rộng và dày, cây trồng để lấy bóng mát. Lá muồng dạng lá kép dài, màu xanh đậm. Mỗi lá là chín đến 14 lá chét hình elip, dài từ 2-3 cm; đầu nhọn của lá chét là một cách dễ nhận dạng loại muồng này các loài muồng khác vốn có đầu lá tròn.  
Muồng ra hoa vào mùa hè, có cụm to bằng quả bóng rổ, khi nở rộ thì vàng rực cả tán cây. Mỗi cụm là 30- 50 bông hoa. Hoa có mùi thơm, màu vàng tươi, rộng 3 cm. Trời càng nóng cây càng ra bông. Bông kết trái, dang ống có khía. Trái dài đến 30cm, bên trong có nhiều hạt nhỏ dẹt.

## Hình ảnh

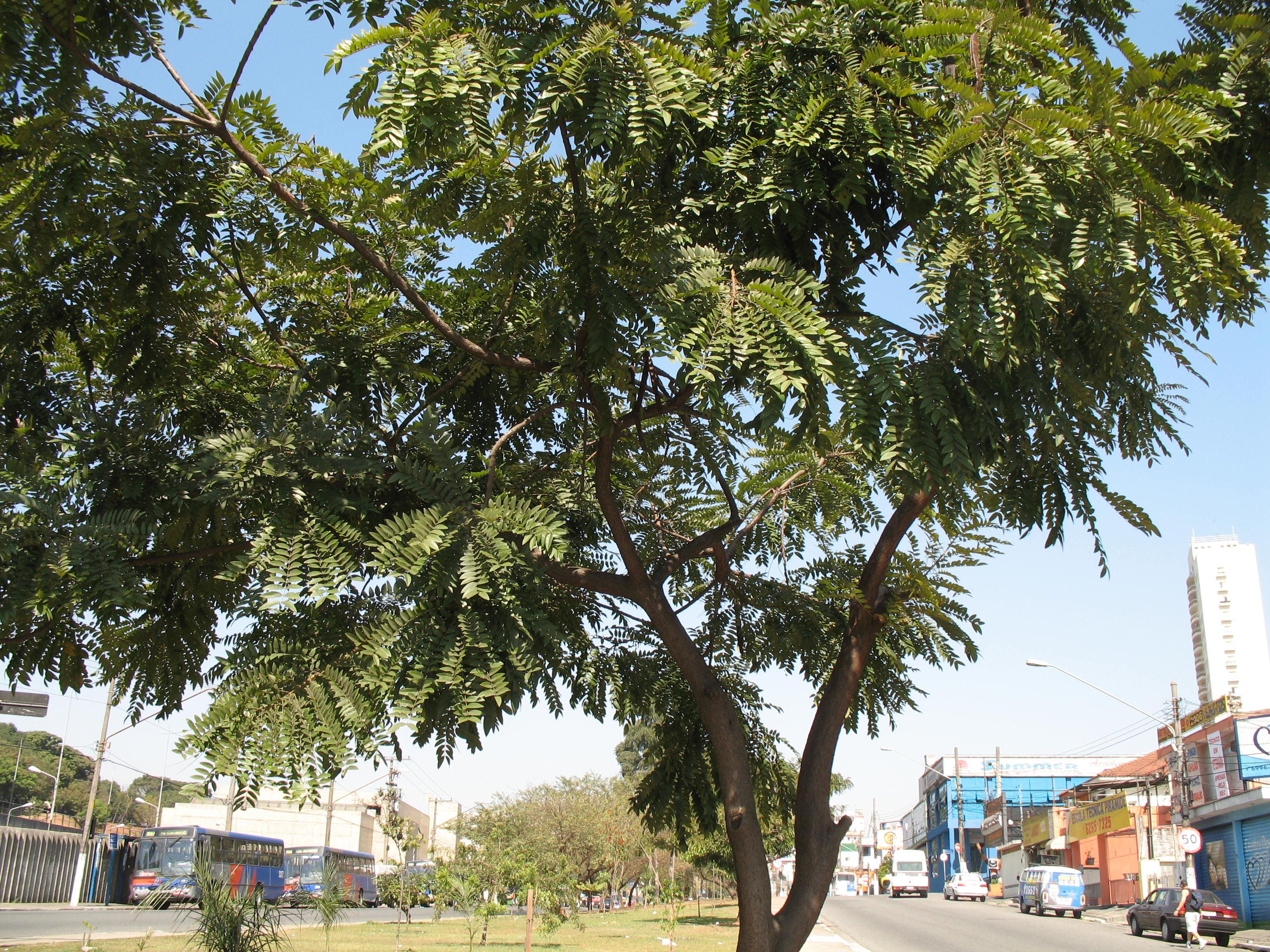